# 前507年
| 千纪： | 前1千纪 |
| 世纪： | 前7世纪 \| 前6世纪 \| 前5世纪 |
| 年代： | 前530年代 \| 前520年代 \| 前510年代 \| 前500年代 \| 前490年代 \| 前480年代 \| 前470年代 |
| 年份： | 前512年 \| 前511年 \| 前510年 \| 前509年 \| 前508年 \| 前507年 \| 前506年 \| 前505年 \| 前504年 \| 前503年 \| 前502年                                                                                     |
| 纪年： | 周敬王十三年 魯定公三年 齊景公四十一年 晉定公五年 秦哀公三十年 宋景公十年 楚昭王九年 卫灵公二十八年 陳惠公二十七年 蔡昭侯十二年 曹隐公三年 郑献公七年 燕平公十七年 杞悼公十一年 吴王阖闾八年 越王允常四年 |

## 大事记
- 克里斯提尼掌权，发动更进一步的民主改革，雅典創歷史上第一個民主政體。
- 中山国建立。
- 邾隐公即位。
- 楚國令尹囊瓦向唐成公、蔡昭侯索賄，失去了唐國、蔡國的支持，蔡国、唐国、晋国和吴国结盟对抗楚国。

## 出生
- 鲁班，春秋时期工匠艺人、哲学家（逝世于前444年）
- 卜商，孔子的弟子（约逝世于前420年）

## 逝世
- 邾庄公，邾国国王